# مایکل کیندو
مایکل کیندو (انگلیسی: Michael Kindo; ۲۸ ژوئن ۱۹۴۶ – ۳۱ دسامبر ۲۰۲۰) بازیکن هاکی روی چمن اهل راج بریتانیا بود.